# پنکیک
کیک تابه‌ای یا پنکیک (به انگلیسی: Pancake)، نوعی کیک نازک، تخت و گرد است که با ریختن خمیر آشپزی در ماهی‌تابه پخته می‌شود. بیشتر پنکیک‌ها نوعی نان آماده محسوب می‌شوند. در هنگام پخت کیک تابه‌ای باید آن را در ماهی‌تابه پشت و رو کرد تا طرف دیگر آن نیز پخته شود. بسته به منطقه جغرافیایی پنکیک‌ها را همراه با مربا، عسل، شکلات، میوه، شیره درخت افرا و گوشت مصرف می‌کنند.
پنکیک یک کیک نازک و گرد است که در دنیا طرفداران زیادی دارد. این کیک خوشمزه در ماهیتابه درست می‌شود و اغلب به عنوان صبحانه یا شام سرو می‌شود.
کیک‌های تابه‌ای پهن و شیرین هستند و نوع پخت و ساختار آن در سراسر جهان متفاوت است. انواع متعددی از آن در سراسر اروپا وجود دارد. برای مثال در آلمان کیک‌های تابه‌ای با سیب‌زمینی درست می‌شوند. در منطقه مازندران به نان کماج که نوعی نان سنتی است معروف است.
پنکیک غذای محبوبی است، البته پنکیک نه تنها یک نان خوش‌طعم بلکه یک نان شیرین است. این غذا در بین کودکان بسیار طرفدار دارد. پنکیک از شیر، بیکینگ پودر، آرد، وانیل، نمک و تخم مرغ تشکیل می‌شود.
البته پنکیک انواع مختلفی مانند پنکیک‌های بدون شیر و آرد و همچنین شکلاتی و بدون تخم مرغ دارد که تمام موارد مناسب صبحانه‌های لذیذ نیز هستند.